# Jean Bourgeois (alpiniste)
Pour les articles homonymes, voir Jean Bourgeois et Bourgeois.
Pas d'image ? Cliquez ici
Jean Bourgeois, né à Liège le 30 avril 1938, est un ingénieur et alpiniste belge. Il est également astronome amateur, explorateur et écrivain.

## Biographie
Jean Bourgeois, né à Liège le 30 avril 1938, est le fils de Joseph Bourgeois, préparateur en pharmacie, et de Léontine Denis. Il se marie en 1967 avec Danielle Bourgeois avec qui il partage sa passion de l'alpinisme et de l'exploration. Après son décès en 2005, il se remarie avec Pat Patfoort, alpiniste et anthropologue.
Au cours de sa jeunesse, sa famille déménage à Huy puis dans la région bruxelloise. Grâce à une bourse d'études de la commune d'Anderlecht, Jean Bourgeois fait des études supérieures en électronique. Il obtient un diplôme d'ingénieur industriel en électronique à l'ECAM (École centrale des arts et métiers de Bruxelles).
Il a une vie d'explorateur dans l'Antarctique, en Asie centrale, en Himalaya et dans les Andes péruviennes. En 1968, avec Danielle, son épouse, il accompagne la transhumance des nomades pachtounes dans l’Afghanistan du roi Mohammed Zaher Shah. Il canote également sur un affluent du Congo et navigue lors de l'hiver 1978-1979 avec Willy de Roos dans l’Antarctique.
Il est aussi un astronome amateur réputé, une passion à laquelle il s'est dévoué depuis sa jeunesse. Il a travaillé pendant un temps à l'Observatoire royal de Belgique avant de se recentrer sur ses expéditions lointaines.

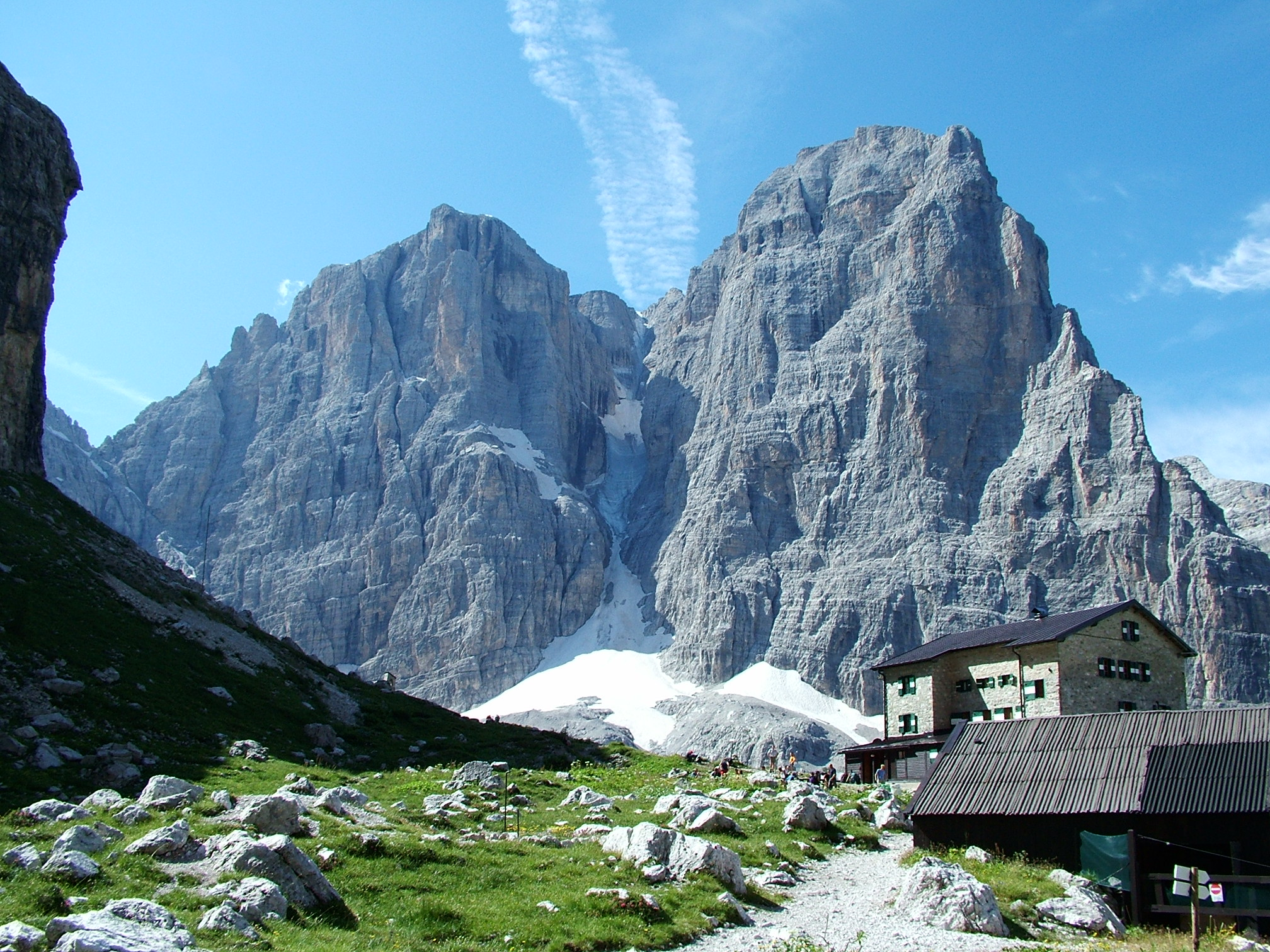
Vue de la cima Tosa (à gauche) et du Crozzon di Brenta (à droite).

Comme alpiniste, il gravit de nombreux sommets dans les Alpes par des voies extrêmement difficiles telles que la voie directe suisse à la Cima Ovest di Lavaredo en 1961, El Capitan dans la vallée du Yosemite en 1974, la face Est du Grand Capucin, l'éperon Walker aux Grandes Jorasses (première belge) et la face nord des Droites. En août 1965, il ouvre également de nouveaux itinéraires dans les Dolomites tels que la face ouest de la Cima Tosa et au Torre del Lago avec Claudio Barbier, grand spécialiste belge des Dolomites.

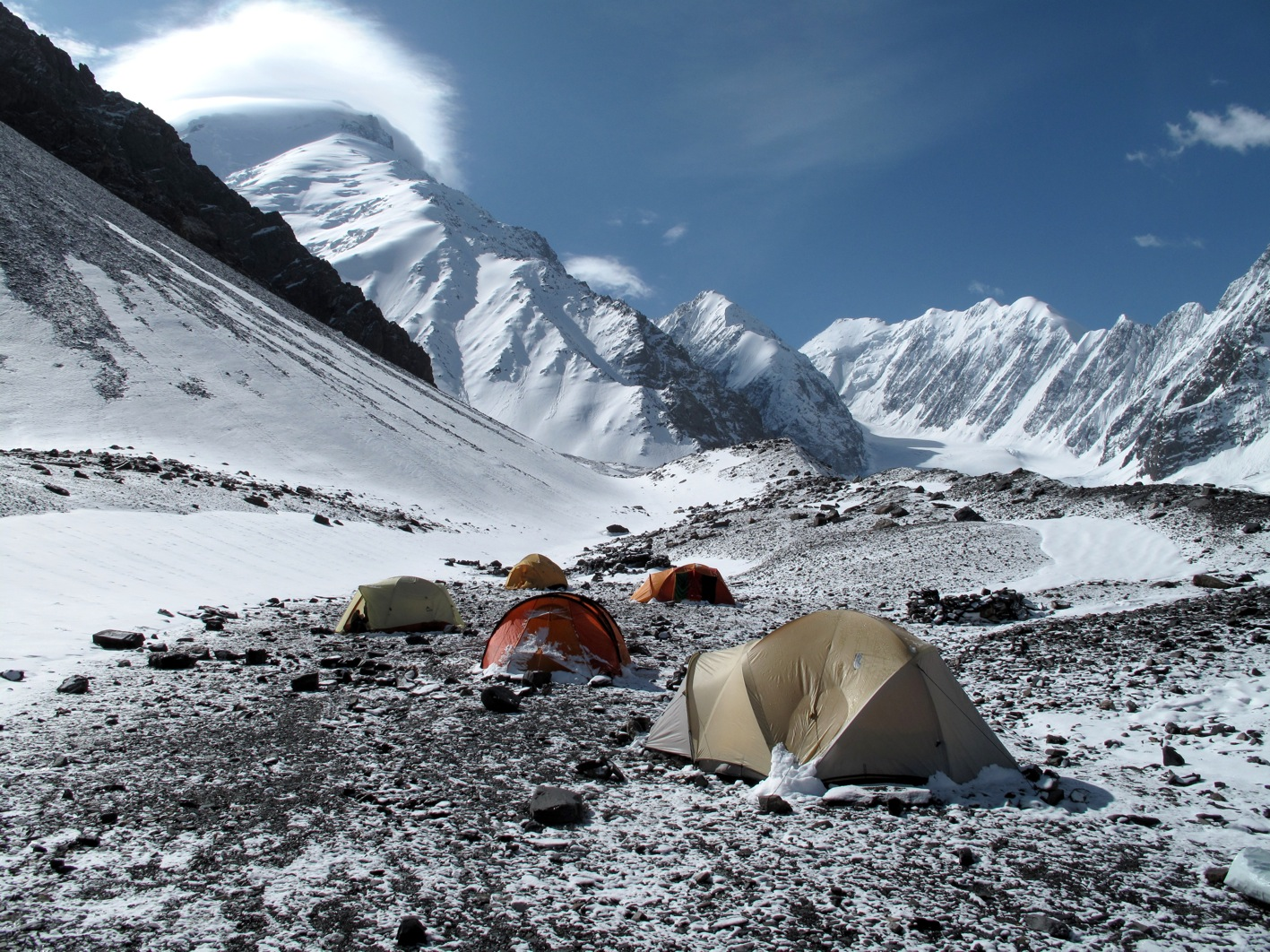
Vue du Nowshak (7492 m).

Il se joint à plusieurs expéditions dans l'Himalaya et dans les Andes. En 1966, il participe à une expédition polonaise ayant notamment pour objectif le Nowshak (7 492 m) dans l'Hindou Kouch. Ils gravissent le Sad Ishtragh (5 847 m), sommet vierge, par une arête difficile et le Nowshak. Alors qu'ils sont proches d'un autre sommet vierge, véritable but de l'expédition, la tempête s'abat sur eux. Une avalanche ensevelit un de ses compagnons de cordée et les blesse, lui et son autre compagnon de cordée. Ils sont en perdition à haute altitude, abandonnés par l’expédition qui, au camp de base, les considère comme morts. Jean Bourgeois parvient malgré ses gelures à désescalader la montagne et à sauver son compagnon d’infortune ce qui constitue un formidable exploit.
À l'hiver 1982-1983, il participe à une expédition à l'Everest dans une forte équipe d'alpinistes franco-suisses. L'objectif original via la face sud-ouest versant népalais est remplacé par l'arête nord de l'Everest moins difficile mais en territoire chinois. À 6 400 m, il est victime d'un début d'œdème cérébral par manque d'oxygène. Il lui faut redescendre dans les plus brefs délais pour échapper à la mort. Il entame alors la descente sur le versant chinois, plus accessible mais sans autorisation. Après quatre nuits et cinq jours, il parvient dans un village tibétain où il est arrêté par les autorités chinoises. Ses camarades d'ascension le croient entretemps décédé. Le 10 janvier 1983, il réapparaît à la frontière du Népal, libéré par les Chinois et rejoint Katmandou le 14 janvier.
Il a relaté ses ascensions, aventures et explorations lors de conférences agrémentées de films, dans des articles de presse et trois livres : Les Seigneurs d'Aryana, Les Voies abruptes (coécrit avec Danielle Bourgeois) et En quête de plus grand.